# Soja (Okayama)
Soja (総社市 -shi) é uma cidade japonesa localizada na província de Okayama.
Em 2003 a cidade tinha uma população estimada em 56 755 habitantes e uma densidade populacional de 295,20 h/km². Tem uma área total de 192,26 km².
Recebeu o estatuto de cidade a 31 de Março de 1954.